# Посядали
Посядали (пол. Posiadały) — село в Польщі, у гміні Цеґлув Мінського повіту Мазовецького воєводства.
Населення — 335 осіб (2011).
У 1975—1998 роках село належало до Седлецького воєводства.

## Демографія
Демографічна структура станом на 31 березня 2011 року:
|          | Загалом | Допрацездатний вік | Працездатний вік | Постпрацездатний вік |
| -------- | ------- | ------------------ | ---------------- | -------------------- |
| Чоловіки | 153     | 27                 | 107              | 19                   |
| Жінки    | 182     | 39                 | 105              | 38                   |
| Разом    | 335     | 66                 | 212              | 57                   |